# Villavaliente
Villavaliente est une commune d'Espagne de la province d'Albacete dans la communauté autonome de Castille-La Manche.

## Géographie
En 2016, il y avait 234 habitants selon les données officielles de l'INS.

## Histoire
Jusqu'en 1927 appartenait à la ville voisine de Jorquera, qui est devenu indépendant le 13 décembre, ce jour-là a donné son nom à une rue de la ville.

## Galerie

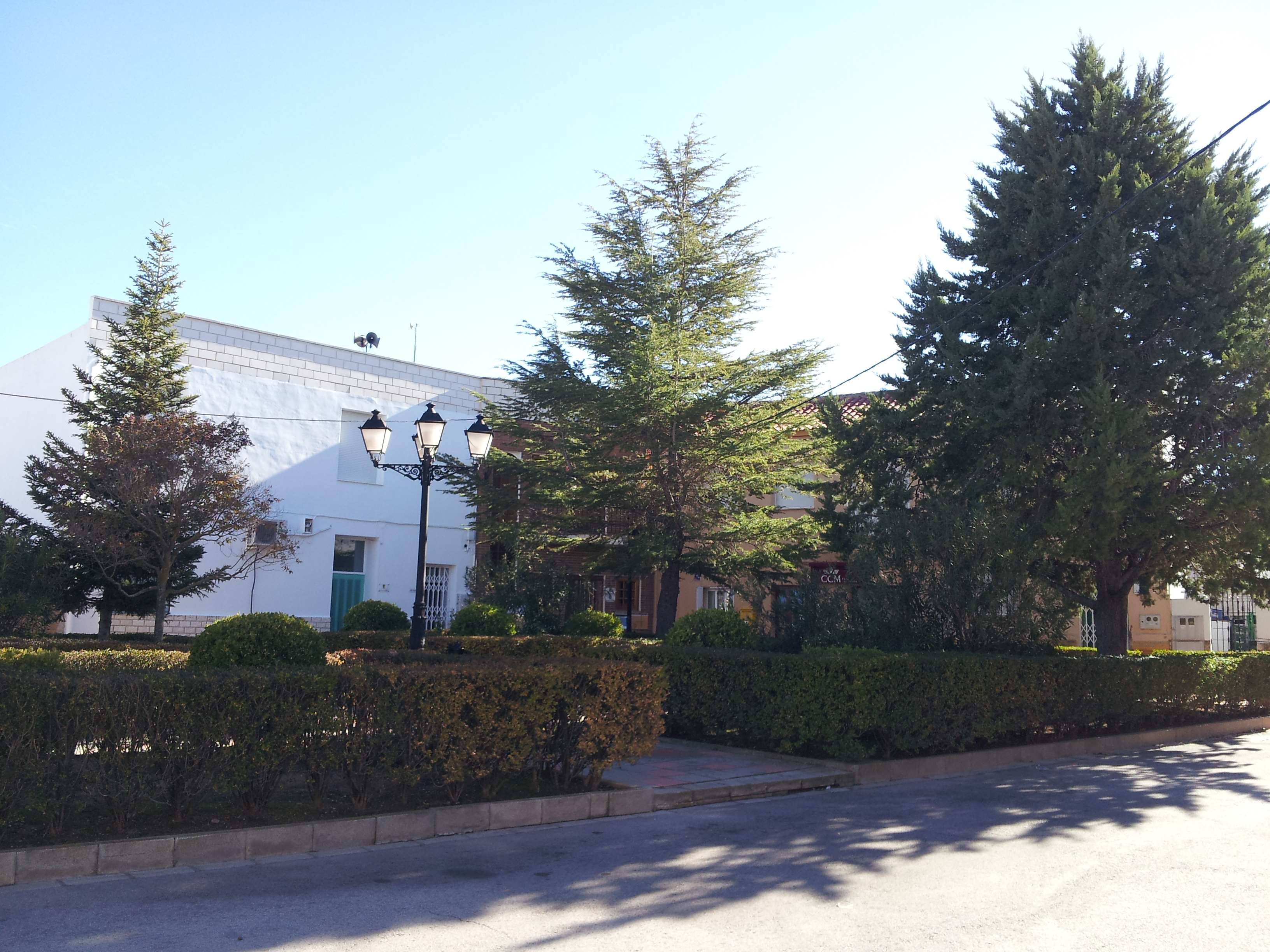
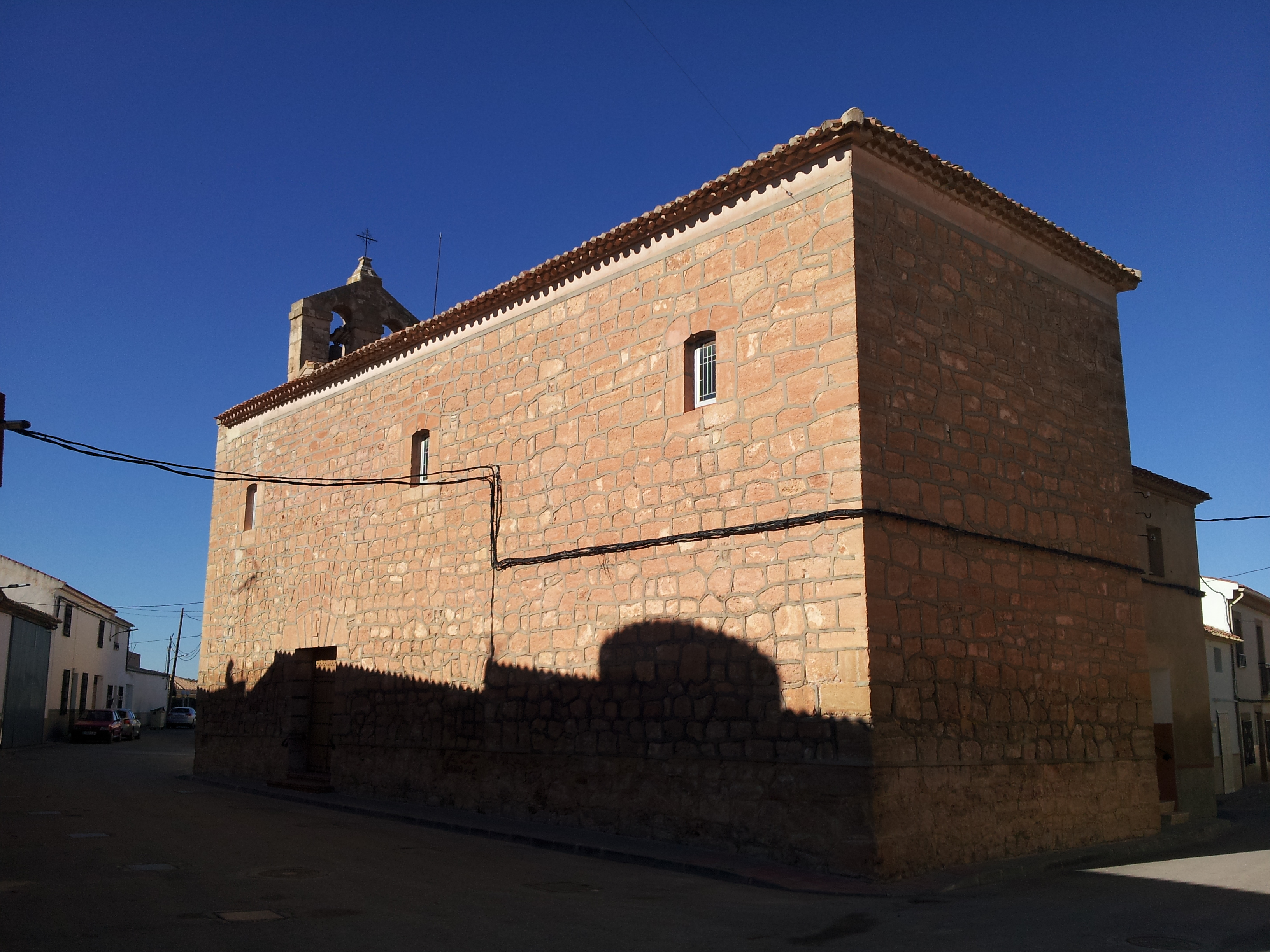
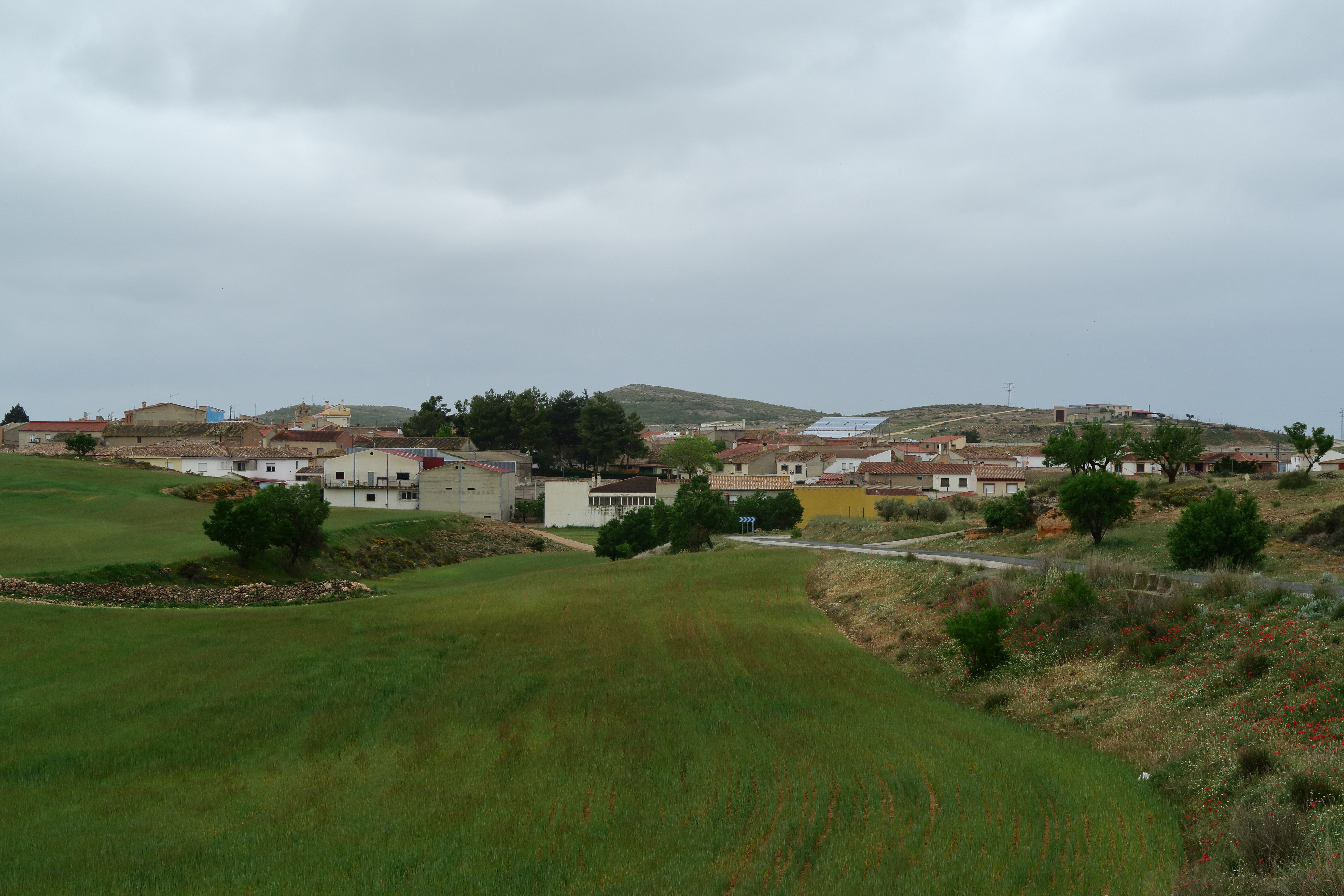

## Administration
| Période                                  | Période | Identité | Étiquette | Qualité |
| ---------------------------------------- | ------- | -------- | --------- | ------- |
| Les données manquantes sont à compléter. |         |          |           |         |
|                                          |         |          |           |         |